# Anacroneurinis
Els anacroneurinis (Anacroneuriini) són una tribu de plecòpters de la família Perlidae

## Gèneres
- Anacroneuria
- Enderleina
- Inconeuria
- Kempnyella
- Klapalekia
- Macrogynoplax
- Nigroperla
- Onychoplax
- Pictetoperla